# パドレンダ

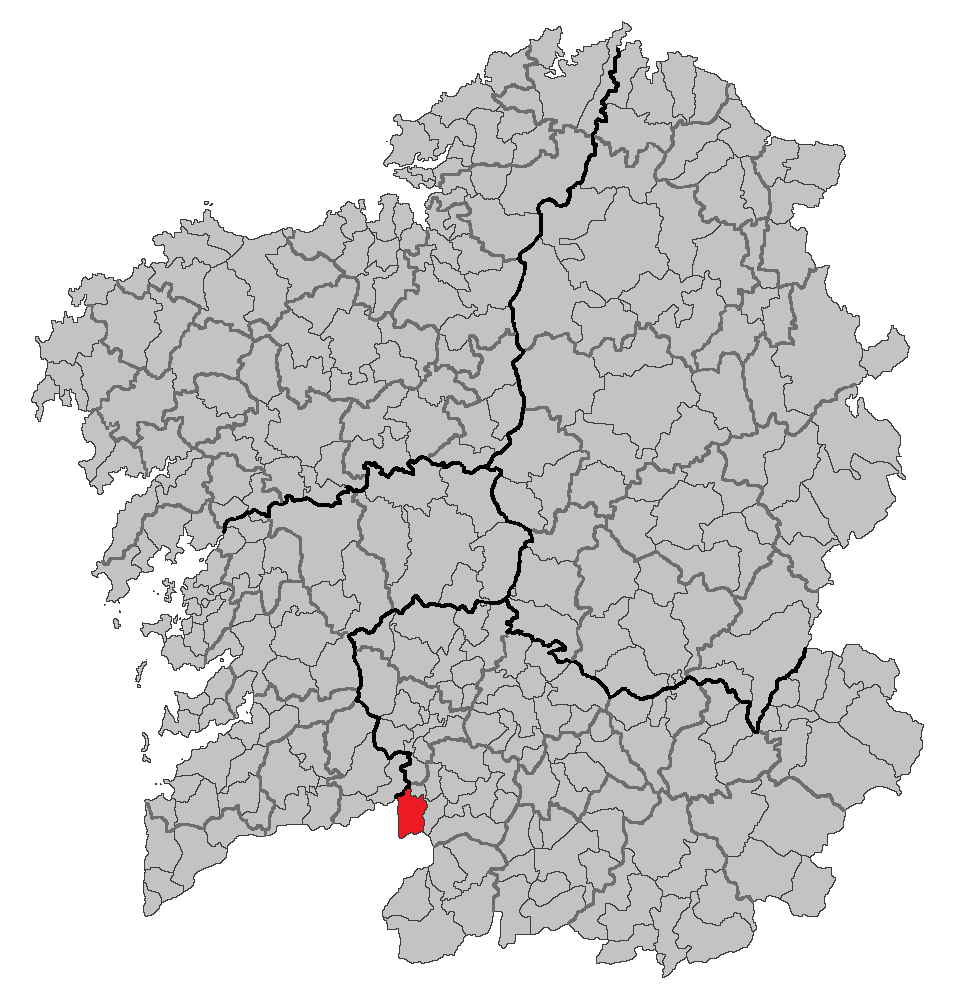

パドレンダ（Padrenda）はスペイン、ガリシア州、オウレンセ県の自治体、コマルカ・ダ・テーラ・デ・セラノーバに属する。ガリシア統計局によると、2011年の人口は2,355人（2010年：2,297人、2009年：2,367人、2003年：2,530人）。住民呼称はpadrendés/-esa。
ガリシア語話者の自治体人口に占める割合は98.49%（2001年）。

## 地理
パドレンダはオウレンセ県の西部に位置し、コマルカ・ダ・テーラ・デ・セラノーバに属する。北はクレセンテ（ポンテベドラ県）、ポンテデーバと、東はキンテーラ・デ・レイラードの各自治体と隣接、南と西はポルトガルとの国境となっている。自治体中心地区はクレスポス教区のサン・ローケ・デ・クレスポス地区。
パドレンダはバンデ司法管轄区に属す。

### 人口
住民は9の教区の16の地区（集落）に居住する。
| パドレンダの人口推移 1900－2010                         |
|                                                         |
| 出典:INE（スペイン国立統計局）1900年 - 1991年、1996年 - |

## 政治
自治体首長はガリシア国民党（PPdeG）のマヌエル・ペレス・ペレイラ（Manuel Pérez Pereira）、自治体評議員はガリシア国民党：9、ガリシア社会党（PSdeG-PSOE）：2となっている（2011年5月22日自治体選挙結果、得票順）。
| 1999年6月13日自治体選挙 |        |        |          |
| 政党                    | 得票数 | 得票率 | 獲得議席 |
| PPdeG                   | 1,482  | 63.71% | 7        |
| PSdeG-PSOE              | 459    | 19.73% | 2        |
| BNG                     | 372    | 15.99% | 2        |

| 2003年5月25日自治体選挙 |        |        |          |
| 政党                    | 得票数 | 得票率 | 獲得議席 |
| PPdeG                   | 1,304  | 69.77% | 8        |
| PSdeG-PSOE              | 341    | 18.25% | 2        |
| BNG                     | 212    | 11.34% | 1        |

| 2007年5月27日自治体選挙 |        |        |          |
| 政党                    | 得票数 | 得票率 | 獲得議席 |
| PPdeG                   | 1,142  | 58.87% | 7        |
| PSdeG-PSOE              | 564    | 29.07% | 3        |
| BNG                     | 224    | 11.55% | 1        |

| 2011年5月22日自治体選挙 |        |        |          |
| 政党                    | 得票数 | 得票率 | 獲得議席 |
| PPdeG                   | 1,192  | 71.55% | 9        |
| PSdeG-PSOE              | 386    | 23.17% | 2        |
| BNG                     | 73     | 4.38%  | 0        |

## 教区
パドレンダは6の教区に分けられる。太字は自治体中心地区のある教区。
- オ・コンダード（サンタ・マリーア）
- クレスポス（サン・ショアン）
- デステリス（サン・ミゲル）
- モンテ・レドンド（サン・ショアン）
- パドレンダ（サン・シブラン）
- サン・ペドロ・ダ・トーレ（サン・ペドロ）